# Trioceros jacksonii
Caméléon de Jackson
Espèce
Synonymes
- Chamaeleon jacksonii Boulenger, 1896
- Chamaeleon jacksonii var. vauerescecae 
Tornier, 1904
- Chamaeleo jacksoni merumontana Rand, 1958
- Chamaeleo jacksonii xantholophus 
Eason, Ferguson & Hebrard, 1988

Statut de conservation UICN

 LC  : Préoccupation mineure
Statut CITES
Trioceros jacksonii, le Caméléon de Jackson, est une espèce de sauriens de la famille des Chamaeleonidae.

## Répartition
Cette espèce se rencontre au Kenya et sur le mont Méru en Tanzanie. Elle vit dans les forêts de montagne jusqu'à 3 000 m d'altitude.
Elle a été introduite à Hawaï aux États-Unis sur l'île d'Oahu en 1972.

## Caractéristiques
Ce caméléon mesure environ 300 mm de long, sa coloration est vert bouteille. Il change de peau 3 fois par an.
Le mâle possède sur la tête trois cornes caractéristiques, deux sont placées sur le front alors que la troisième est au bout du museau. Lors de la naissance, le petit caméléon de Jackson possède une seule corne de la taille d'un ongle humain. La femelle n'en possède qu'une.

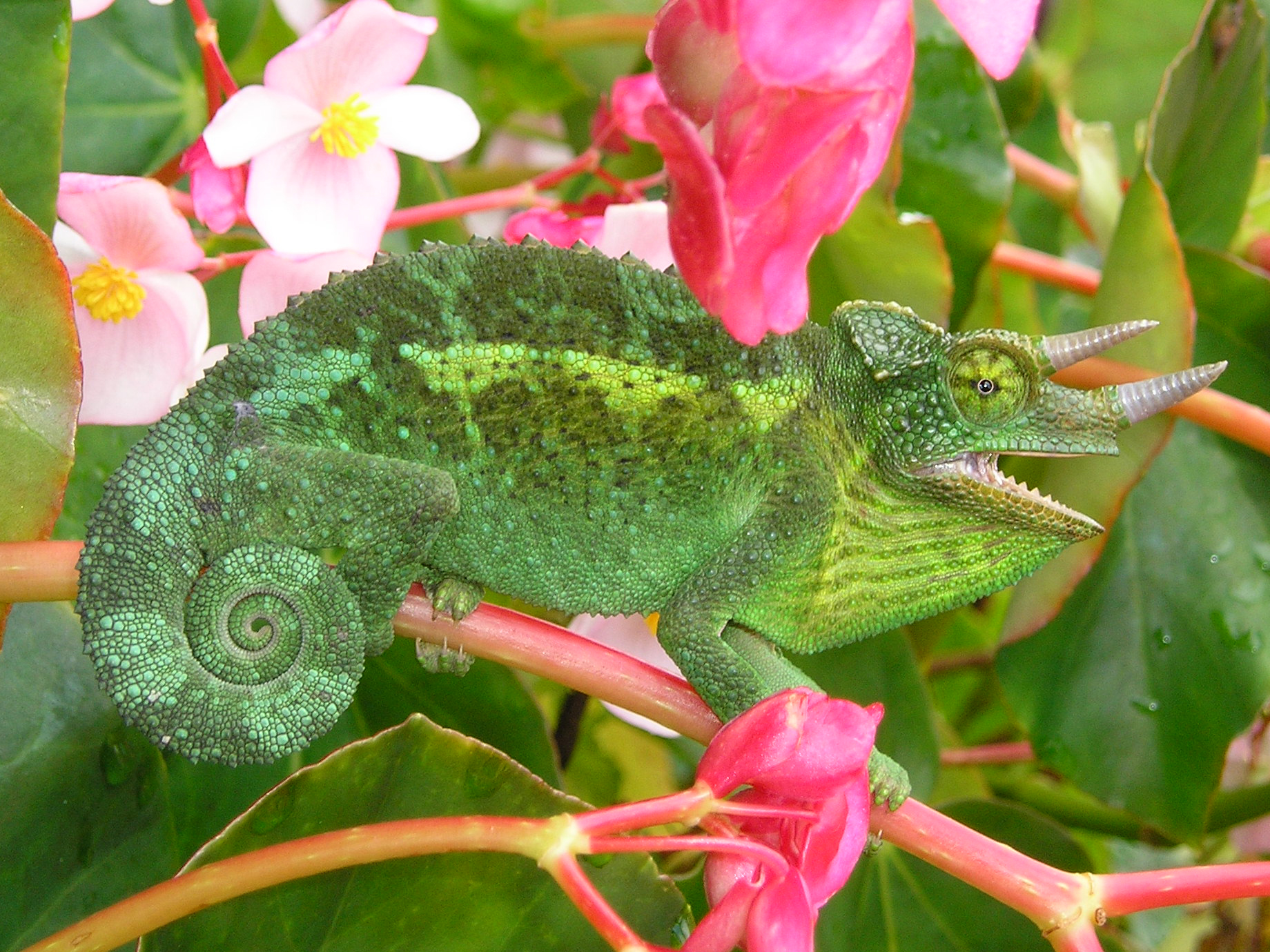
Un mâle et ses 3 cornes caractéristiques.
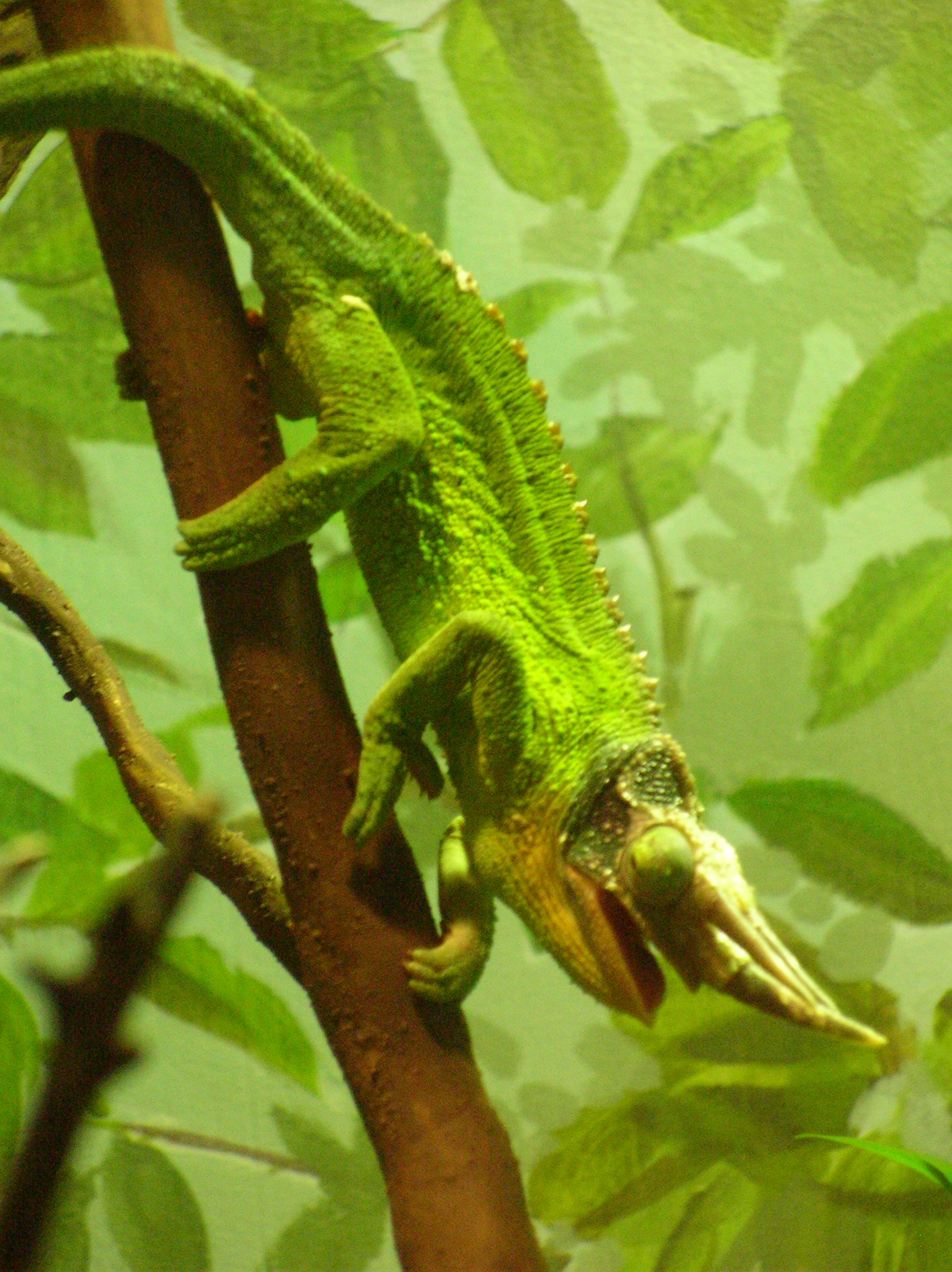
Trioceros jacksonii
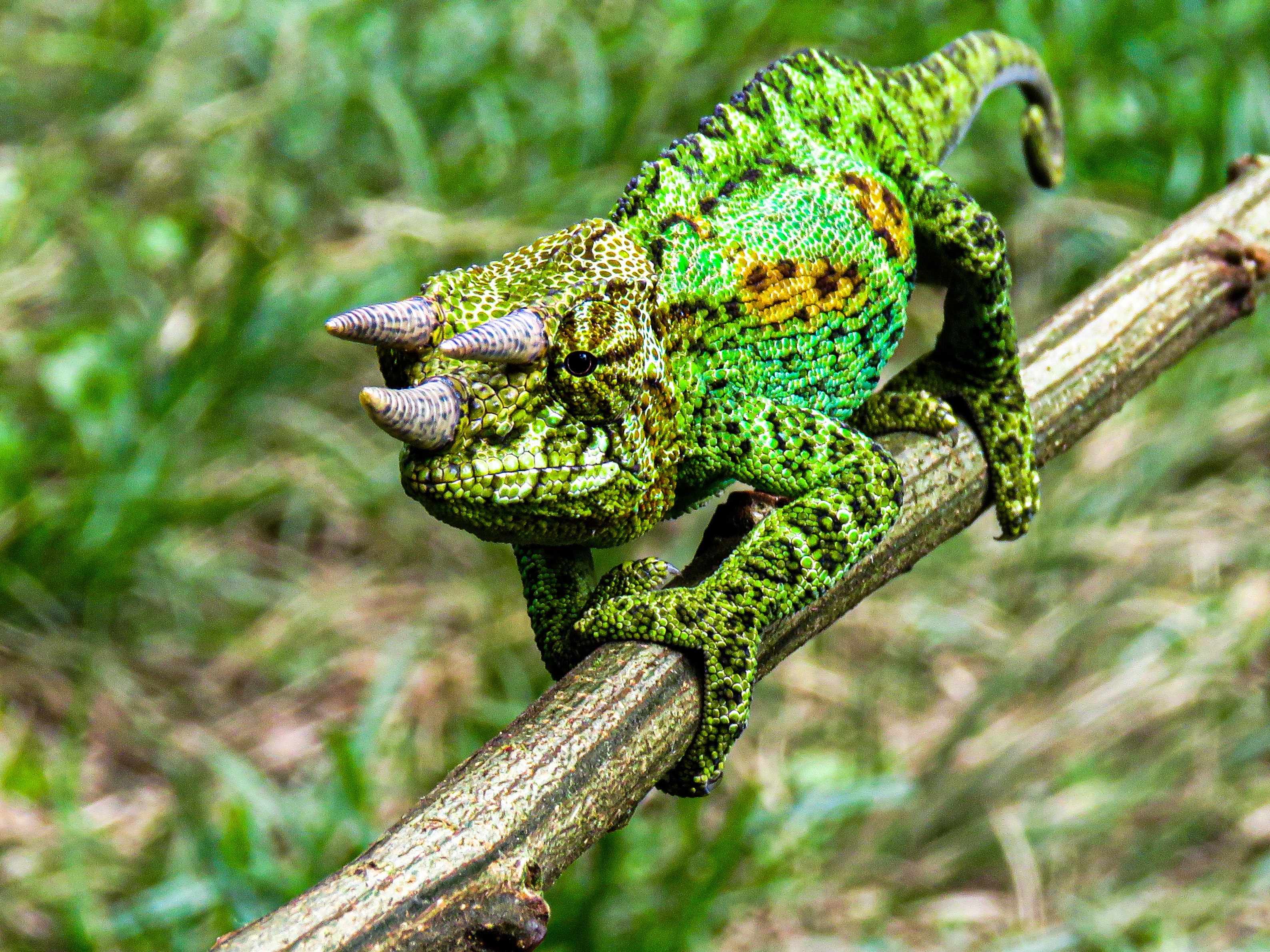
Trioceros jacksonii dans le parc national Rwenzori Mountains, Ouganda. Octobre 2021.

Ces caractéristiques varient selon les sous-espèces. Certaines sont plus petites que décrit ci-dessus, et certaines ont des cornes plus ou moins développées.
Cette espèce effectue une reproduction ovovivipare, donc met au monde des petits en vie.

## Liste des sous-espèces
Selon The Reptile Database (28 juin 2012) :
- Trioceros jacksonii jacksonii (Boulenger, 1896)
- Trioceros jacksonii merumontanus (Rand, 1958)
- Trioceros jacksonii xantholophus (Eason, Ferguson & Hebrard, 1988)

## Étymologie
Cette espèce est nommée en l'honneur de Frederick John Jackson (1859-1929).

## Publications originales
- Boulenger, 1896 : Description of a new chameleon from Uganda. Annals and Magazine of Natural History, ser. 6, vol. 17, p. 376 (texte intégral).
- Rand, 1958 : A new subspecies of Chamaeleo jacksoni Boulenger and a key to the species of three-horned chameleons. Breviora, n. 99, p. 1-8 (texte intégral).
- Eason, Ferguson & Hebrard, 1988 : Variation in Chamaeleo jacksonii (Sauria, Chamaeleonidae): Description of a New Subspecies. Copeia, vol. 1988, n. 3, p. 580-590.